# Ronald Conn
Ronald Conn (ur. 4 marca 1992) – papuaski piłkarz grający na pozycji pomocnika.

## Kariera klubowa
Karierę piłkarską Conn rozpoczął w klubie Tukoko University. W jego barwach zadebiutował w pierwszej lidze papuaskiej. 

## Kariera reprezentacyjna
Conn nigdy nie zdołał zadebiutować w reprezentacji Papui-Nowej Gwinei. W 2012 był w kadrze na Puchar Narodów Oceanii 2012, który był jednocześnie częścią eliminacji Mistrzostw Świata 2014.